# تپه کهنه دایرمان۲
تپه کهنه دایرمان۲ مربوط به دوران‌های تاریخی پس از اسلام است و در شهرستان بوئین‌زهرا، بخش اّبگرم، روستای گاوزمین واقع شده و این اثر در تاریخ ۲۵ اسفند ۱۳۸۰ با شمارهٔ ثبت ۵۱۵۴ به‌عنوان یکی از آثار ملی ایران به ثبت رسیده است.